# Unione Sportiva Fascista Salernitana 1940-1941
Questa pagina raccoglie i dati riguardanti la Unione Sportiva Fascista Salernitana nelle competizioni ufficiali della stagione 1940-1941.

## Stagione
Nuovo presidente, Matteo Scaramella e nuovo allenatore, Ferenc Hirzer (si tratta di un ritorno) sostituito dopo la vittoria col Sora Calcio da Géza Kertész (altro ritorno), ma la situazione in campionato resta uguale allo scorso anno: la Salernitana si piazzerà al terzo posto, stavolta dietro Terni e MATER. Incredibilmente, i campani col primo tecnico stagionale dominano il proprio girone, poi a causa di dissidi col presidente, Hirzer viene clamorosamente esonerato, e con Kertezs la squadra non riesce a essere ancora vincente come prima.
Degna di nota è anche la partecipazione in Coppa Italia: per la prima volta la squadra giunge ai sedicesimi di finale, battendo Stabia, Savoia, Battipaglia, Pescara e venendo battuta alla fine dal Padova.

## Divise
La Salernitana dal 1929 al 1943 adotterà nuovamente come colore sociale il bianco-celeste, ma in alcune gare giocherà con la maglia interamente celeste.
| Manica sinistra · Manica sinistra · Maglietta · Maglietta · Manica destra · Manica destra · Pantaloncini · Calzettoni | Manica sinistra · Maglietta · Maglietta · Manica destra · Pantaloncini · Calzettoni |

## Organigramma societario
Fonte
Area direttiva
- Presidente: Matteo Scaramella
- Segretario: Antonio Pizzi

Area tecnica
- Allenatore: Ferenc Hirzer, dal 23/12/1940 Géza Kertész, dal 6/05/1941 Antonio Valese

Area sanitaria
- Medico Sociale: Gino Bernabò
- Massaggiatore: Angelo Carmando

## Rosa
Fonte
| N. |                   | Ruolo | Calciatore           |
| -- | ----------------- | ----- | -------------------- |
|    | Italia (bandiera) | P     | Giovanni Scannapieco |
|    | Italia (bandiera) | P     | Giuseppe Traverso    |
|    | Italia (bandiera) | D     | Carlo Campione       |
|    | Italia (bandiera) | D     | Paolo Canazza Ronzan |
|    | Italia (bandiera) | D     | Fernando Lomi        |
|    | Italia (bandiera) | D     | V. Scafuri           |
|    | Italia (bandiera) | D     | Domenico Zaramella   |
|    | Italia (bandiera) | C     | L. Asquino           |
|    | Italia (bandiera) | C     | Mario Dalfini        |
|    | Italia (bandiera) | C     | Antonio De Sio       |
|    | Italia (bandiera) | C     | Carlo Di Giovanni    |
|    | Italia (bandiera) | C     | Vincenzo Galiano     |
|    | Italia (bandiera) | C     | Carmine Iacovazzo    |
|    | Italia (bandiera) | C     | P. Rosati            |

| N. |                    | Ruolo | Calciatore          |
| -- | ------------------ | ----- | ------------------- |
|    | Italia (bandiera)  | C     | Mario Saracino      |
|    | Italia (bandiera)  | C     | Cinzio Scagliotti   |
|    | Italia (bandiera)  | C     | Giuseppe Trotter    |
|    | Italia (bandiera)  | C     | Antonio Valese      |
|    | Italia (bandiera)  | C     | Giacinto Vicinanza  |
|    | Italia (bandiera)  | A     | Mario Bergonzini    |
|    | Italia (bandiera)  | A     | Lirio Biagini       |
|    | Italia (bandiera)  | A     | Gian Battista Cagna |
|    | Italia (bandiera)  | A     | Carlo Girometta     |
|    | Uruguay (bandiera) | A     | Oliviero Icardi     |
|    | Italia (bandiera)  | A     | Andrea Lazzarini    |
|    | Italia (bandiera)  | A     | Antonio Punzi       |
|    | Italia (bandiera)  | A     | Dante Volpe         |

## Risultati

### Serie C

#### Girone di andata
| Salerno 20 ottobre 1940 1ª giornata                        | Salernitana | 1 – 1 referto | Supertessile Rieti | Campo Littorio |
| \| \| \| \| \| Bergonzini 46’ \| Marcatori \| 6’ Di Beo \| |             |               |                    |                |
|                                                            |             |               |                    |                |
| Bergonzini 46’                                             | Marcatori   | 6’ Di Beo     |                    |                |

| Salerno 27 ottobre 1940 2ª giornata                                                | Salernitana | 3 – 1 referto      | Cavese | Campo Littorio |
| \| \| \| \| \| Girometta 46’ Icardi 53’, 87’ \| Marcatori \| 54’ (rig.) Bisotti \| |             |                    |        |                |
|                                                                                    |             |                    |        |                |
| Girometta 46’ Icardi 53’, 87’                                                      | Marcatori   | 54’ (rig.) Bisotti |        |                |

| Battipaglia 3 novembre 1940 3ª giornata                                        | Baratta Battipaglia | 1 – 2 referto             | Salernitana |  |
| \| \| \| \| \| Pannoli 64’ (rig.) \| Marcatori \| 39’ Icardi 69’ Bergonzini \| |                     |                           |             |  |
|                                                                                |                     |                           |             |  |
| Pannoli 64’ (rig.)                                                             | Marcatori           | 39’ Icardi 69’ Bergonzini |             |  |

| Salerno 10 novembre 1940 4ª giornata                  | Salernitana | 1 – 1 referto | MATER | Campo Littorio |
| \| \| \| \| \| Trotter 33’ \| Marcatori \| 3’ Levi \| |             |               |       |                |
|                                                       |             |               |       |                |
| Trotter 33’                                           | Marcatori   | 3’ Levi       |       |                |

| Castellammare di Stabia 17 novembre 1940 5ª giornata                                  | Stabia    | 2 – 2 referto          | Salernitana |  |
| \| \| \| \| \| Ciccone 46’ Lenzi 73’ (rig.) \| Marcatori \| 34’ Cagna 90+2’ Valese \| |           |                        |             |  |
|                                                                                       |           |                        |             |  |
| Ciccone 46’ Lenzi 73’ (rig.)                                                          | Marcatori | 34’ Cagna 90+2’ Valese |             |  |

| Salerno 24 novembre 1940 6ª giornata                              | Salernitana | 3 – 0 referto | Foligno | Campo Littorio |
| \| \| \| \| \| Valese 25’ Icardi 46’ Cagna 70’ \| Marcatori \| \| |             |               |         |                |
|                                                                   |             |               |         |                |
| Valese 25’ Icardi 46’ Cagna 70’                                   | Marcatori   |               |         |                |

| 7 dicembre 1940 7ª giornata |  | – Turno di riposo |  |  |

| Salerno 15 dicembre 1940 8ª giornata                     | Salernitana | 2 – 0 referto | L'Aquila | Campo Littorio |
| \| \| \| \| \| Lazzarini 5’ Icardi 9’ \| Marcatori \| \| |             |               |          |                |
|                                                          |             |               |          |                |
| Lazzarini 5’ Icardi 9’                                   | Marcatori   |               |          |                |

| Sora 22 dicembre 1940 9ª giornata | Sora | 0 – 2 Annullata referto | Salernitana |  |

| Salerno 29 dicembre 1940 10ª giornata                  | Salernitana | 2 – 0 referto | Civitavecchiese | Campo Littorio |
| \| \| \| \| \| Cagna 43’ Valese 70’ \| Marcatori \| \| |             |               |                 |                |
|                                                        |             |               |                 |                |
| Cagna 43’ Valese 70’                                   | Marcatori   |               |                 |                |

| Salerno 5 gennaio 1941 11ª giornata                                 | Salernitana | 2 – 0 referto | Borzacchini Terni | Campo Littorio |
| \| \| \| \| \| Canazza Ronzan 61’ Bergonzini 89’ \| Marcatori \| \| |             |               |                   |                |
|                                                                     |             |               |                   |                |
| Canazza Ronzan 61’ Bergonzini 89’                                   | Marcatori   |               |                   |                |

| Roma 11 gennaio 1941 12ª giornata                          | Alba Motor | 0 – 2 referto            | Salernitana |  |
| \| \| \| \| \| \| Marcatori \| 12’ Valese 49’ Lazzarini \| |            |                          |             |  |
|                                                            |            |                          |             |  |
|                                                            | Marcatori  | 12’ Valese 49’ Lazzarini |             |  |

| Arbitro: | Tonnetti (Roma) |

|                           |           |                                       |
| Scagliotti 37’ Icardi 39’ | Marcatori | 15’ (rig.) Negri 57’ (aut.) Zaramella |

| Perugia 26 gennaio 1941 14ª giornata            | Perugia   | 1 – 0 referto | Salernitana | Stadio Santa Giuliana |
| \| \| \| \| \| De Angelis 4’ \| Marcatori \| \| |           |               |             |                       |
|                                                 |           |               |             |                       |
| De Angelis 4’                                   | Marcatori |               |             |                       |

| Salerno 2 febbraio 1941 15ª giornata                                | Salernitana | 2 – 1 referto | Ilva Bagnolese | Campo Littorio |
| \| \| \| \| \| Valese 9’ Icardi 12’ \| Marcatori \| 75’ Bizzarro \| |             |               |                |                |
|                                                                     |             |               |                |                |
| Valese 9’ Icardi 12’                                                | Marcatori   | 75’ Bizzarro  |                |                |

#### Girone di ritorno
| Rieti 23 febbraio 1941 16ª giornata                       | Supertessile Rieti | 1 – 1 referto | Salernitana |  |
| \| \| \| \| \| Coletti 10’ \| Marcatori \| 89’ Dalfini \| |                    |               |             |  |
|                                                           |                    |               |             |  |
| Coletti 10’                                               | Marcatori          | 89’ Dalfini   |             |  |

| Cava de' Tirreni 2 marzo 1941 17ª giornata                                       | Cavese    | 2 – 2 referto            | Salernitana |  |
| \| \| \| \| \| Bisotti 44’ Dalia 53’ \| Marcatori \| 6’ Lazzarini 37’ Dalfini \| |           |                          |             |  |
|                                                                                  |           |                          |             |  |
| Bisotti 44’ Dalia 53’                                                            | Marcatori | 6’ Lazzarini 37’ Dalfini |             |  |

| Salerno 9 marzo 1941 18ª giornata             | Salernitana | 1 – 0 referto | Baratta Battipaglia | Campo Littorio |
| \| \| \| \| \| Dalfini 81’ \| Marcatori \| \| |             |               |                     |                |
|                                               |             |               |                     |                |
| Dalfini 81’                                   | Marcatori   |               |                     |                |

| Roma 16 marzo 1941 19ª giornata                         | MATER     | 1 – 1 referto | Salernitana | Motovelodromo Appio |
| \| \| \| \| \| Flumini 87’ \| Marcatori \| 9’ Valese \| |           |               |             |                     |
|                                                         |           |               |             |                     |
| Flumini 87’                                             | Marcatori | 9’ Valese     |             |                     |

| Salerno 23 marzo 1941 20ª giornata          | Salernitana | 1 – 0 referto | Stabia | Campo Littorio |
| \| \| \| \| \| Cagna 48’ \| Marcatori \| \| |             |               |        |                |
|                                             |             |               |        |                |
| Cagna 48’                                   | Marcatori   |               |        |                |

| Foligno 30 marzo 1941 21ª giornata                                         | Foligno   | 1 – 2 referto             | Salernitana |  |
| \| \| \| \| \| Dal Guerra 65’ \| Marcatori \| 55’ (rig.), 63’ Lazzarini \| |           |                           |             |  |
|                                                                            |           |                           |             |  |
| Dal Guerra 65’                                                             | Marcatori | 55’ (rig.), 63’ Lazzarini |             |  |

| 6 aprile 1941 22ª giornata |  | – Turno di riposo |  |  |

| L'Aquila 13 aprile 1941 23ª giornata      | L'Aquila  | 1 – 0 referto | Salernitana | Stadio XXVIII Ottobre |
| \| \| \| \| \| Bon 59’ \| Marcatori \| \| |           |               |             |                       |
|                                           |           |               |             |                       |
| Bon 59’                                   | Marcatori |               |             |                       |

| Salerno 20 aprile 1941 24ª giornata | Salernitana | – Non disputata | Sora | Campo Littorio |

| Civitavecchia 27 aprile 1941 25ª giornata                              | Civitavecchiese | 2 – 1 referto | Salernitana | Stadio Littorio |
| \| \| \| \| \| Forti 51’ Colantuoni 74’ \| Marcatori \| 73’ Dalfini \| |                 |               |             |                 |
|                                                                        |                 |               |             |                 |
| Forti 51’ Colantuoni 74’                                               | Marcatori       | 73’ Dalfini   |             |                 |

| Terni 4 maggio 1941 26ª giornata                                                         | Borzacchini Terni | 4 – 0 referto | Salernitana | Stadio Viale Brin |
| \| \| \| \| \| Maran 27’ Dentuti 34’ Ostromann 62’ (rig.) Benassi 88’ \| Marcatori \| \| |                   |               |             |                   |
|                                                                                          |                   |               |             |                   |
| Maran 27’ Dentuti 34’ Ostromann 62’ (rig.) Benassi 88’                                   | Marcatori         |               |             |                   |

| Salerno 22 maggio 1941 27ª giornata                                 | Salernitana | 1 – 2 Rinviata referto | Alba Motor | Campo Littorio |
| \| \| \| \| \| Dalfini 58’ \| Marcatori \| 40’ Testoni 70’ Fiore \| |             |                        |            |                |
|                                                                     |             |                        |            |                |
| Dalfini 58’                                                         | Marcatori   | 40’ Testoni 70’ Fiore  |            |                |

| Torre Annunziata 12 giugno 1941 28ª giornata                              | Savoia    | 1 – 3 Ripetuta referto        | Salernitana | Campo Formisano |
| \| \| \| \| \| Negri 22’ \| Marcatori \| 16’, 38’ Icardi 67’ Lazzarini \| |           |                               |             |                 |
|                                                                           |           |                               |             |                 |
| Negri 22’                                                                 | Marcatori | 16’, 38’ Icardi 67’ Lazzarini |             |                 |

| Salerno 25 maggio 1941 29ª giornata          | Salernitana | 1 – 0 referto | Perugia | Campo Littorio |
| \| \| \| \| \| De Sio 16’ \| Marcatori \| \| |             |               |         |                |
|                                              |             |               |         |                |
| De Sio 16’                                   | Marcatori   |               |         |                |

| Bagnoli (Napoli) 1º giugno 1941 30ª giornata                                                         | Ilva Bagnolese | 3 – 3                             | Salernitana | Campo Ilva Bagnoli |
| \| \| \| \| \| Bizzarri 57’ Paone 52’ Glovi 72’ \| Marcatori \| 24’ Icardi 29’ Valese 60’ Dalfini \| |                |                                   |             |                    |
| |                |                                   |             |                    |
| Bizzarri 57’ Paone 52’ Glovi 72’                                                                     | Marcatori      | 24’ Icardi 29’ Valese 60’ Dalfini |             |                    |

### Coppa Italia

#### Qualificazione
| Salerno 22 settembre 1940 Qualificazione                                                 | Salernitana | 4 – 1 referto | Stabia | Campo Littorio |
| \| \| \| \| \| Valese 32’, 52’ Girometta 82’ Lazzarini 88’ \| Marcatori \| 7’ Coccolo \| |             |               |        |                |
|                                                                                          |             |               |        |                |
| Valese 32’, 52’ Girometta 82’ Lazzarini 88’                                              | Marcatori   | 7’ Coccolo    |        |                |

#### Primo Turno
| Torre Annunziata 29 settembre 1940 Primo Turno | Savoia    | 0 – 1 referto | Salernitana | Campo Formisano |
| \| \| \| \| \| \| Marcatori \| 10’ Icardi \|   |           |               |             |                 |
|                                                |           |               |             |                 |
|                                                | Marcatori | 10’ Icardi    |             |                 |

#### Secondo Turno
| Salerno 6 ottobre 1940 Secondo Turno                                       | Salernitana | 4 – 0 referto | Baratta Battipaglia | Campo Littorio |
| \| \| \| \| \| Icardi 53’, 56’ Cagna 84’ Bergonzini 86’ \| Marcatori \| \| |             |               |                     |                |
|                                                                            |             |               |                     |                |
| Icardi 53’, 56’ Cagna 84’ Bergonzini 86’                                   | Marcatori   |               |                     |                |

#### Terzo Turno
| Salerno 1º dicembre 1940 Terzo Turno                                   | Salernitana | 3 – 0 referto | Pescara | Campo Littorio |
| \| \| \| \| \| Lazzarini 17’ Trotter 44’ Icardi 62’ \| Marcatori \| \| |             |               |         |                |
|                                                                        |             |               |         |                |
| Lazzarini 17’ Trotter 44’ Icardi 62’                                   | Marcatori   |               |         |                |

#### Sedicesimi di finale
| Padova 11 maggio 1940 Sedicesimi di finale                                                          | Padova    | 6 – 1 referto | Salernitana | Stadio Silvio Appiani |
| \| \| \| \| \| Biraghi 5’, 44’ Formentin 20’, 30’ Di Prisco 25’, 85’ \| Marcatori \| 75’ Dalfini \| |           |               |             |                       |
| |           |               |             |                       |
| Biraghi 5’, 44’ Formentin 20’, 30’ Di Prisco 25’, 85’                                               | Marcatori | 75’ Dalfini   |             |                       |

## Statistiche

### Statistiche di squadra
| Competizione | Punti | In casa | In casa | In casa | In casa | In casa | In casa | In trasferta | In trasferta | In trasferta | In trasferta | In trasferta | In trasferta | Totale | Totale | Totale | Totale | Totale | Totale | DR  |
| Competizione | Punti | G       | V       | N       | P       | Gf      | Gs      | G            | V            | N            | P            | Gf           | Gs           | G      | V      | N      | P      | Gf     | Gs     | DR  |
| ------------ | ----- | ------- | ------- | ------- | ------- | ------- | ------- | ------------ | ------------ | ------------ | ------------ | ------------ | ------------ | ------ | ------ | ------ | ------ | ------ | ------ | --- |
| Serie C      | 34    | 13      | 9       | 3       | 1       | 22      | 8       | 13           | 4            | 5            | 4            | 19           | 20           | 26     | 13     | 8      | 5      | 41     | 28     | +13 |
| Coppa Italia | -     | 3       | 3       | 0       | 0       | 11      | 1       | 2            | 1            | 0            | 1            | 2            | 6            | 5      | 4      | 0      | 1      | 13     | 7      | +6  |
| Totale       | -     | 16      | 12      | 3       | 1       | 33      | 9       | 15           | 5            | 5            | 5            | 21           | 26           | 31     | 17     | 8      | 6      | 54     | 35     | +19 |

### Andamento in campionato
| Giornata  | 1 | 2 | 3 | 4 | 5 | 6 | 7 | 8 | 9 | 10 | 11 | 12 | 13 | 14 | 15 | 16 | 17 | 18 | 19 | 20 | 21 | 22 | 23 | 24 | 25 | 26 | 27 | 28 | 29 | 30 |
| --------- | - | - | - | - | - | - | - | - | - | -- | -- | -- | -- | -- | -- | -- | -- | -- | -- | -- | -- | -- | -- | -- | -- | -- | -- | -- | -- | -- |
| Luogo     | C | C | T | C | T | C | - | C | T | C  | C  | T  | C  | T  | C  | T  | T  | C  | T  | C  | T  | -  | T  | C  | T  | T  | C  | T  | C  | T  |
| Risultato | N | V | V | N | N | V | - | V | V | V  | V  | V  | N  | P  | V  | N  | N  | V  | N  | V  | V  | -  | P  | -  | P  | P  | P  | V  | V  | N  |

Legenda:

Luogo: C = Casa; T = Trasferta. Risultato: V = Vittoria; N = Pareggio; P = Sconfitta.
- = Turno di riposo.

### Statistiche dei giocatori
Fonte
| Giocatore         | Serie C  | Serie C | Serie C     | Serie C    | Coppa Italia | Coppa Italia | Coppa Italia | Coppa Italia | Totale   | Totale | Totale      | Totale     |
| Giocatore         | Presenze | Reti    | Ammonizioni | Espulsioni | Presenze     | Reti         | Ammonizioni  | Espulsioni   | Presenze | Reti   | Ammonizioni | Espulsioni |
| ----------------- | -------- | ------- | ----------- | ---------- | ------------ | ------------ | ------------ | ------------ | -------- | ------ | ----------- | ---------- |
| L. Asquino        | 0        | 0       | 0           | 0          | ?            | 0            | ?            | ?            | 0+       | 0      | 0+          | 0+         |
| M. Bergonzini     | 11       | 3       | ?           | ?          | ?            | 1            | ?            | ?            | 11+      | 4      | ?           | ?          |
| L. Biagini        | 4        | 0       | ?           | ?          | ?            | 0            | ?            | ?            | 4+       | 0      | ?           | ?          |
| G. Cagna          | 16       | 4       | ?           | ?          | ?            | 1            | ?            | ?            | 16+      | 5      | ?           | ?          |
| C. Campione       | 0        | 0       | 0           | 0          | ?            | 0            | ?            | ?            | 0+       | 0      | 0+          | 0+         |
| P. Canazza Ronzan | 20       | 1       | ?           | ?          | ?            | 0            | ?            | ?            | 20+      | 1      | ?           | ?          |
| M. Dalfini        | 15       | 6       | ?           | ?          | ?            | 1            | ?            | ?            | 15+      | 7      | ?           | ?          |
| A. De Sio         | 1        | 1       | ?           | ?          | ?            | 0            | ?            | ?            | 1+       | 1      | ?           | ?          |
| C. Di Giovanni    | 0        | 0       | 0           | 0          | ?            | 0            | ?            | ?            | 0+       | 0      | 0+          | 0+         |
| V. Galiano        | 1        | 0       | ?           | ?          | ?            | 0            | ?            | ?            | 1+       | 0      | ?           | ?          |
| C. Girometta      | 14       | 1       | ?           | ?          | ?            | 1            | ?            | ?            | 14+      | 2      | ?           | ?          |
| O. Icardi         | 21       | 10      | ?           | ?          | ?            | 4            | ?            | ?            | 21+      | 14     | ?           | ?          |
| C. Iacovazzo      | 21       | 0       | ?           | ?          | ?            | 0            | ?            | ?            | 21+      | 0      | ?           | ?          |
| A. Lazzarini      | 20       | 6       | ?           | ?          | ?            | 2            | ?            | ?            | 20+      | 8      | ?           | ?          |
| F. Lomi           | 24       | 0       | ?           | ?          | ?            | 0            | ?            | ?            | 24+      | 0      | ?           | ?          |
| A. Punzi          | 0        | 0       | 0           | 0          | ?            | 0            | ?            | ?            | 0+       | 0      | 0+          | 0+         |
| P. Rosati         | 0        | 0       | 0           | 0          | ?            | 0            | ?            | ?            | 0+       | 0      | 0+          | 0+         |
| M. Saracino       | 11       | 0       | ?           | ?          | ?            | 0            | ?            | ?            | 11+      | 0      | ?           | ?          |
| V. Scafuri        | 0        | 0       | 0           | 0          | ?            | 0            | ?            | ?            | 0+       | 0      | 0+          | 0+         |
| C. Scagliotti     | 15       | 1       | ?           | ?          | ?            | 0            | ?            | ?            | 15+      | 1      | ?           | ?          |
| G. Scannapieco    | 6        | -7      | ?           | ?          | ?            | -?           | ?            | ?            | 6+       | -7+    | ?           | ?          |
| G. Traverso       | 19       | -21     | ?           | ?          | ?            | -?           | ?            | ?            | 19+      | -21+   | ?           | ?          |
| G. Trotter        | 25       | 1       | ?           | ?          | ?            | 1            | ?            | ?            | 25+      | 2      | ?           | ?          |
| A. Valese         | 22       | 7       | ?           | ?          | ?            | 2            | ?            | ?            | 22+      | 9      | ?           | ?          |
| G. Vicinanza      | 3        | 0       | ?           | ?          | ?            | 0            | ?            | ?            | 3+       | 0      | ?           | ?          |
| D. Volpe          | 0        | 0       | 0           | 0          | ?            | 0            | ?            | ?            | 0+       | 0      | 0+          | 0+         |
| D. Zaramella      | 3        | 0       | ?           | ?          | ?            | 0            | ?            | ?            | 3+       | 0      | ?           | ?          |